# Ludwig Windthorst
Ludwig Windthorst (ur. 17 stycznia 1812 w posiadłości Caldenhof, gmina Ostercappeln koło Osnabrück, zm. 14 marca 1891 w Berlinie) – niemiecki prawnik, polityk, współzałożyciel i nieformalny przywódca Niemieckiej Partii Centrum w latach 1870–1891.

## Życiorys

### Młodość
Urodził się w nieszlacheckiej rodzinie katolickiej w protestanckim Królestwie Hanoweru. Po początkowych trudnościach ukończył gimnazjum w Osnabrück jako jeden z najlepszych uczniów. Studia prawnicze odbył na uniwersytecie w Getyndze i Heidelbergu. Po stażu jako asesor, otworzył własną kancelarię adwokacką. Dzięki pomocy elit katolickich uzyskał w 1848 roku urząd sędziego przy najwyższym sądzie Hanoweru z siedzibą w Celle.

### Działalność polityczna w Hanowerze
Wybrany w roku 1849 na posła parlamentu w Hanowerze piastował także urząd prezydenta sejmu, a w latach 1851–1853 i 1862–1865 urząd ministra sprawiedliwości. Jako minister sprawiedliwości przeprowadził reformę organizacyjną. Podczas swej działalności w parlamencie hanowerskim zebrał bogate doświadczenie polityczne, uczestniczył w między innymi w pracach legislacyjnych nad kwestiami dotyczącymi rozdziału państwa i kościoła, w tym spraw nadzoru szkolnego, ślubów cywilnych i kwestii małżeństw mieszanych. Jako legalista stał się zwolennikiem równouprawnienia bez względu na wyznanie i narodowość. Po aneksji Królestwa Hanoweru przez Prusy w 1866 roku nie wycofał się z polityki.

### Działalność polityczna w Berlinie

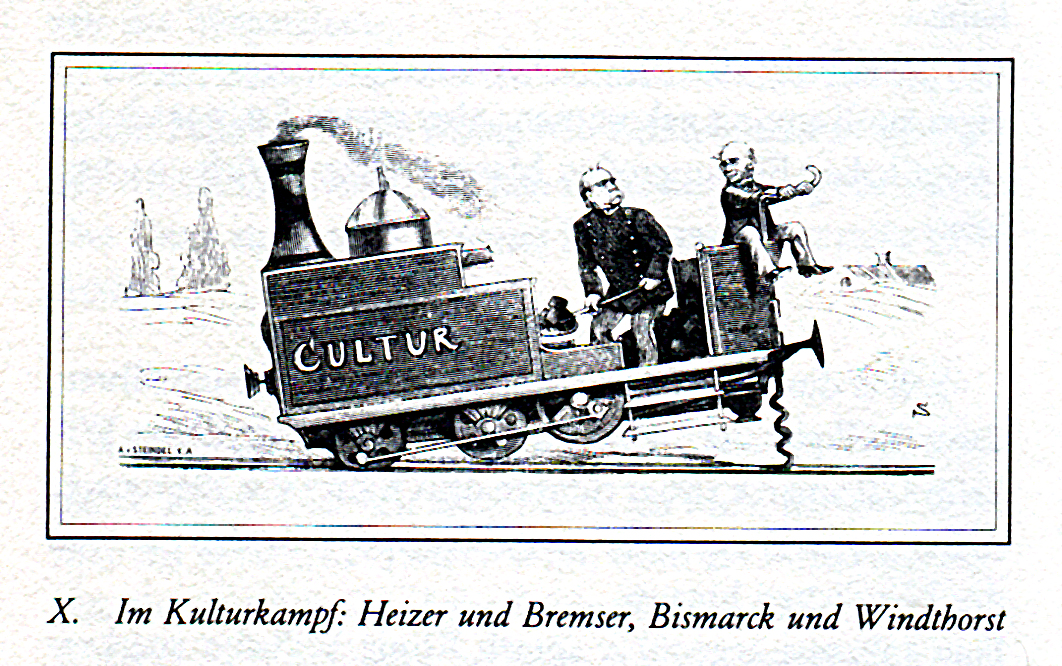
Bismarck i Windthorst w Kulturkampfu

Powiązania z katolicką hierarchią kościelną zapewniły mu od roku 1867 mandat poselski w okręgu wyborczym Meppen na deputowanego do sejmu pruskiego, a także Związku Niemieckiego względnie Rzeszy Niemieckiej. Był współzałożycielem partii Centrum, mającej na celu obronę praw Kościoła katolickiego oraz zwiększenie kontroli parlamentu nad władzą wykonawczą. Ze względu na swoje drobnomieszczańskie pochodzenie i stanowisko wpływowej grupy arystokratów katolickich kierował partią Centrum nie będąc nigdy jej formalnym przywódcą. Składającej się w większości z polityków katolickich partii Centrum nadał charakter frakcji ponadwyznaniowej, starając się włączyć w jej szeregi posłów innych wyznań, orientacji politycznych czy grup narodowych, w tym Polaków. W okresie działalności parlamentarnej Windthorsta miały miejsce najgorętsze konflikty polityczne zjednoczonych Niemiec, w tym Kulturkampf. W obronie praw Kościoła katolickiego współpracował z kołami polskimi, przede wszystkim z jej liderem Ferdynandem Radziwiłłem. Mimo nieustających prób rządu Bismarcka osłabienia wpływów partii Centrum i szczególnie jej przywódcy Windthorsta, Centrum stało się na początku lat osiemdziesiątych najsilniejszym ugrupowaniem politycznym w parlamentach niemieckich. Windthrost był zdecydowanym przeciwnikiem Kulturkampfu, który uznał za wytwór liberalnych profesorów. Całą politykę walki z katolicką kulturą nazwał "wojną profesorów przeciwko Kościołowi".
Pomimo prawie całkowitej utraty wzroku, aż do swojej śmierci w 1891 roku, Windthorst uczestniczył czynnie w życiu parlamentarnym. Cześć zmarłemu oddali oprócz rządu i parlamentu Rzeszy, przeciwnicy polityczni a także pośrednio cesarz niemiecki pozwalając m.in. na przejazd konduktu żałobnego przez środkowy łuk Bramy Brandenburskiej, zarezerwowany wyłącznie dla członków rodziny cesarskiej. Windthorst został pochowany w kościele Najświętszej Marii Panny w Hanowerze.

## Polacy z punktu widzenia Windthorsta
Windthorst o Polakach: "Całkowicie rozumiem, że Polacy zachowali w sercu przeszłość, miłość do ojczyzny, do rodziców, do historii. Byliby według mojej opinii ludźmi bez charakteru, gdyby tego nie czynili".

## Windthorst z polskiego punktu widzenia
Arcybiskup poznański i gnieźnieński Florian Stablewski: "Cześć Windthorstowi za to, że to [przyjwiązanie do języka ojczystego Polaków] czcił i rozumiał z nami! Cześć wielkiemu przyjacielowi, który nas nie opuszczał, gdy nas wszyscy opuszczali dla tego, że nasza sprawa jest sprawą sprawiedliwości, sprawą wiary".
Poseł sejmu pruskiego Roman Komierowski: "My Polacy śmiało twierdzić możemy, że nie było człowieka, któryby tak szczeremi sympatyami otaczał nasz naród, jak on właśnie".

## Windthorst z niemieckiego punktu widzenia
Kanclerz Bismarck: "Nienawiść jest równie wielkim bodźcem do życia jak miłość. Moje życie utrzymują i upiększają dwie rzeczy: moja żona i Windthorst. Ta pierwsza jest do miłości, ten drugi do nienawiści".
Pisarz i historyk Golo Mann: "Najgenialniejszy parlamentarzysta, jakiego kiedykolwiek posiadały Niemcy".